# Xenia cylindrica
Xenia cylindrica is een zachte koraalsoort uit de familie Xeniidae. De koraalsoort komt uit het geslacht Xenia. Xenia cylindrica werd in 1933 voor het eerst wetenschappelijk beschreven door Roxas. 